# Ontocetus emmonsi
Ontocetus emmonsi és una espècie extinta de mamífer carnívor de la família dels odobènids que visqué a les ribes de l'oceà Atlàntic des del Pliocè inferior fins al Plistocè superior, fa entre 12.000 i 5,3 milions d'anys. Se n'han trobat restes fòssils a Bèlgica, els Estats Units, el Marroc, els Països Baixos i el Regne Unit. Es tracta de l'única espècie reconeguda del gènere Ontocetus. Malgrat que era un parent de la morsa, durant molt de temps fou classificat erròniament com un cetaci fiseteroïdeu. Això es reflecteix en l'etimologia del nom Ontocetus, que inclou l'ètim cetus, que significa ‘balena’ en llatí.